# Dordrecht
Dordrecht är en stad i provinsen Zuid-Holland i Nederländerna.

## Kända personer
- Jeremias de Decker
- Adriaan Kluit
- Cornelis van der Linden
- Jacques Perk
- Ary Scheffer
- Johan de Witt